# Alfredo Bauer

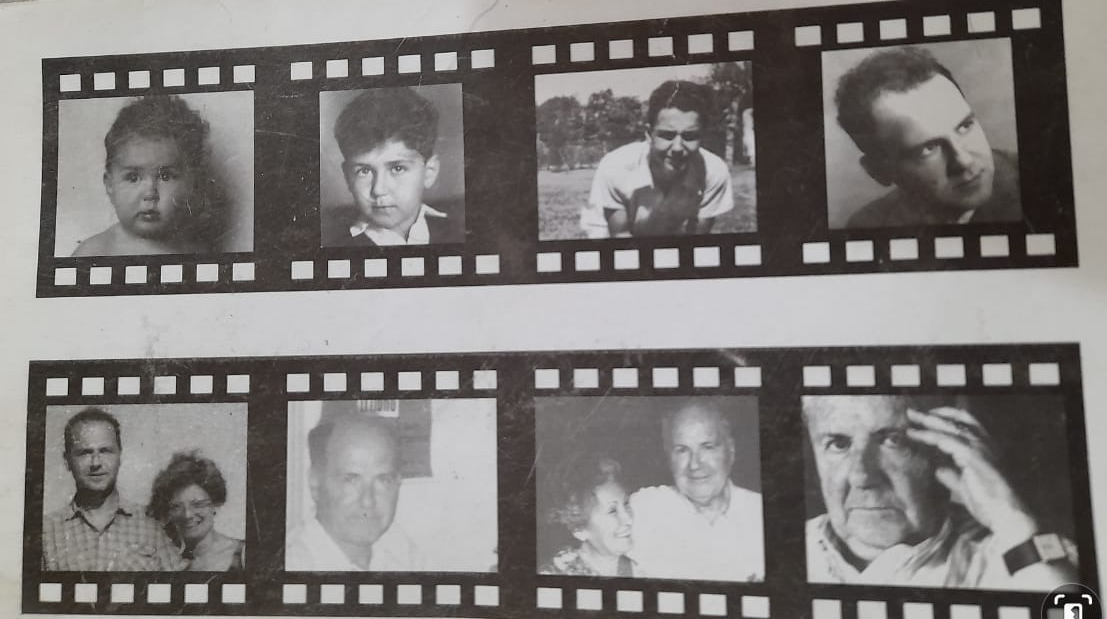
Fotos varias de Alfredo Bauer.

Alfredo Bauer (1924-2016) fue un ensayista, novelista,  traductor y médico austriaco que inmigró a la Argentina en la década del 30.  Fue un gran crítico del nazismo y de la extrema derecha europea. Escribió en español y alemán.  Dio numerosas entrevistas a lo largo de su vida.

## Primeros años y estudios
Nacido en Viena el 15 de noviembre de  1924 en el seno de una familia judía llegó a la Argentina con sus padres en 1939 escapando del nazismo cuando tenía 14 años. Su padres eran Gustav Bauer y Helena Bauer.  Llegó a  Buenos Aires el 16 de febrero de 1939. Muchos de sus parientes fueron asesinados por los nacionalsocialistas. Asistió  ese año como alumno en la Escuela Cangallo, si bien luego de un incidente antisemita en el cual intervino el maestro Erich Bunke, se cambió al Colegio Pestalozzi.En esa institución educativa se convirtió en un admirador del maestro August Siemsen. La escuela Pestalozzi sostuvo una firma actitud antinazi.   Bauer estudió medicina en la Universidad de Buenos Aires. Siguió la especialidad de pediatría inicialmente para luego dedicarse plenamente a la  obstetricia  y ginecología.    
Alfredo Bauer de muy joven se afilió al Partido Comunista de Argentina. Fue presidente de la asociación Vorwärts (Adelante) y consideraba que dicha organización difundió la tradición humanista alemana en Argentina. Se vinculó también con instituciones judeo-progresistas de Argentina.

## Sus obras
Fue escritor de novelas , cuentos y ensayos políticos e históricos en castellano y alemán. Escribió aproximadamente 50 libros. En 1944 escribe su primera obra titulada Die Antwort  (La respuesta) que es un drama coral sobre la lucha por la libertad austriaca. Sus otras obras de juventud son Verjagte Jugend (Juventud Expulsada) y Un viaje. En su obra  Juventud Expulsada narra la inmigración de Austria hacia Argentina y muestra lo difícil que fue  perder a su patria, especialmente para niños y jóvenes.  En su obra Un viaje Bauer elabora un balance de su vida. 

## Listado de obras
- Die Antwort (1944)
- Aportes a la práctica del parto sin dolor (1957)
- La mujer en el socialismo (1974)
- Reisen am Río de la Plata (1974)
- El legado de Ernst Thälmann (1975)
- La esperanza trunca (1976)
- Cuba para recordar (1976)
- El falso auge (1977)
- La maternidad al día (1978)
- Hacia el abismo (1979)
- El hombre, la fe ,el delirio y la razón (1982)
- La herencia humanista y la República Democrática Alemana (1986)
- El hombre de ayer y el mundo  (1990)
- Un viaje ( Relatos. Recuerdos. Reflexiones) 1992
- El Martin Fierro que yo viví. La novela de los traidores de la patria (1992)
- Adolf Walter Freund, humanista, militante, maestro (1993)
- Historia crítica de los judíos (1996)
- La emperatriz. Un destino de mujer (1997)
- Historia contemporánea de los judíos. Desde el ascenso de Hitler al poder hasta 1967 (2003)
- Historia y crítica del racismo (2004)
- Verjagte Jugend (2004)
- Mussolini; su apuesta con el demonio (2004)
- Historia critica de los judíos. Desde la antigüedad hasta la revolución de 1849 (2007)
- La asociación Vorwärts y la lucha democrática en Argentina ( 2008)

### Premios y distinciones
- 1982 Faja de Honor de la Sociedad Argentina de Escritores
- 1987 Jakob und Wilhelm Grimm Preis   de la DDR
- 1991 Faja de honor de la Sociedad Argentina de Escritores
- 1994 Ubersetzerstipendium der Stadt Wien
- 2002 Theodor Kramer Preis  für Schreiben im Widerstand und im Exil ( mit Fritz Kalmar)
- 2010 Goldenes Verdienstzeichen der Stadt Wien

## Fallecimiento
Bauer falleció  el 22 de mayo del 2016 a los 92 años. Luego de su muerte hubo varios encuentros y homenajes en su memoria. 